# راده شربجیا
راده شربجیا (انگلیسی: Rade Šerbedžija؛ ‏ سیریلیک صربی: Раде Шербеџија؛ ‏ تلفظ صربی-کرواتی: [rǎ:de ʃerbědʒija]؛ زاده ۲۷ ژوئیه ۱۹۴۶) بازیگر کروات است.
از فیلم‌ها و مجموعه‌های تلویزیونی معروف او می‌توان به مأموریت: غیرممکن ۲، قطعات فراری، سقوط‌کرده، جو یانگ نیرومند، مردان متوسط، زندگی زیباست، قدیس، ۵ روز جنگ، شن‌های روان، عروسی لهستانی، آخرین پروسکو، مسکو صفر، دانتون ابی، به روسی بگو و چشمان کاملاً بسته اشاره کرد.